# ヴァルター・ミュラー
ヴァルター・ミュラー（Walther Müller、1905年9月6日 - 1979年12月4日）は、ドイツの物理学者、発明家である。ガイガー＝ミュラー計数管（GM管：ガイガー・カウンター）の改良で知られる。

## 生涯
ハノーファーで生れる。キール大学で学び、1925年からハンス・ガイガーの指導をうけた。ガイガーとミュラーの放射線による気体の電離の研究はガイガーカウンターの発明につながり、ガイガーカウンターは現在も放射能の測定にひろく用いられる。
テュービンゲン大学で教授になった後、工学の分野に転じ、オーストラリアの経済省の顧問を務めた後、アメリカ合衆国で工学を研究するとともにGM管の製造をする会社を設立した。
カリフォルニア州で没した。